# Klaus-Dieter Fritz
Klaus-Dieter Fritz, auch Klaus Dieter (* 22. Juni 1947 in Gummersbach; † 4. Dezember 2023 in Bonn) war ein deutscher Flottillenadmiral der Deutschen Marine.

## Leben
Klaus-Dieter Fritz trat 1966 mit der Crew IV/66 in die Bundesmarine ein. Nach der Offizierausbildung wurde er in der Schnellbootwaffe eingesetzt. 1971 wurde er Inspektionsoffizier an der Marineunteroffizierschule in Plön und 1972 Fernmeldeoffizier auf der Fregatte Emden. 1973 wurde er Inspektionschef einer Grundausbildungseinheit und 1973 Bootsoperationsoffizier im 3. Schnellbootgeschwader in Flensburg. Von 1974 bis 1975 absolvierte er den Offizier-B-Lehrgang Überwasserwaffen und wurde anschließend Kommandant des Schnellboots S-50 Panther im 3. Schnellbootgeschwader. Von 1979 bis 1981 nahm er am 21. Admiralstabslehrgang an der Führungsakademie der Bundeswehr in Hamburg teil.
Von 1981 bis 1983 war er Duty Commander im Flottenkommando und kehrte anschließend als stellvertretender Kommandeur in das 3. Schnellbootgeschwader zurück. Von dort wurde er 1985 als Referent in den Planungsstab des Bundesministers der Verteidigung versetzt. 1988 wurde er Kommandeur des 7. Schnellbootgeschwaders in Kiel und 1990 Lehrgangsleiter des 32. Admiralstabslehrgangs an der Führungsakademie der Bundeswehr, wo er zum Kapitän zur See befördert wurde.
1992 wurde Fritz Gruppenleiter und Stellvertreter des Admirals Marineausbildung im Marineamt in Wilhelmshaven. Daran schloss sich 1995 eine Verwendung als Vizepräsident der Bundesakademie für Sicherheitspolitik und ab 1997 als Fachbereichsleiter Marine an der Führungsakademie der Bundeswehr an.
1998 trat er seinen letzten Dienstposten als Stabsabteilungsleiter im Fü M im Bundesministerium der Verteidigung in Bonn an. Am 31. Dezember 2006 ging er, in dieser Position zum Flottillenadmiral befördert, in den Ruhestand.
Flottillenadmiral Fritz war von 1998 bis 2007 Vorsitzender des Deutschen Maritimen Instituts.